# 中村理惠
中村理惠（2月18日—），是日本漫画家。

## 作品
- 叢林男孩、全8冊、原名《JUNGLE BOY》
- 白虹~義經異聞、全4冊、原名《白虹~義経異聞》
- 影子心、全3冊、原名
- 名伶蘭之丞、全1冊
- 陽光搜查線、全1冊、原名《UNDER THE SUN》
- 龍神、全1冊、原名
- 神魔遊蹤、全1冊、原名
- 靈感少女、全2冊、原名《PSY-ON》
- 21世紀偵探事務所、全5冊、原名
- 此生永相隨、全1冊
- 偷日換月、全2冊、原名

## 外部連結
- （日語）strange planet（页面存档备份，存于）